# Marie-Aimée Roger-Miclos
Pour les articles homonymes, voir Roger.
Marie-Aimée Roger-Miclos (Toulouse, 1er mai 1860 - Paris, 19 mai 1951) est une pianiste française.

## Jeunesse
Marie-Aimée Miclos naît à Toulouse, le 1er mai 1860,,. Elle étudie au Conservatoire de Toulouse et, dès 1874, au Conservatoire de Paris, avec Louise Aglaé Massart et Henri Herz. En 1877, elle y remporte un 1er prix de piano et, l'année suivante, un 2e accessit d'harmonie et d'accompagnement.

## Carrière

Marie-Aimée Roger-Miclos (publication de 1903).

Plusieurs compositeurs ont dédié des compositions à Marie-Aimée Roger-Miclos : Joseph O'Kelly lui dédie une œuvre pour piano, en 1884. Camille Saint-Saëns lui dédie aussi une pièce pour piano, qu'elle présente en première, en 1891.
Marie-Aimée Roger-Miclos joue à Londres en 1890
et 1894. Elle fait des tournées dans les villes germanophones en 1893, 1894 et 1897 et fait des tournées aux États-Unis et au Canada pendant la saison 1902-1903,. 
« Elle vient du sud de la France, le pays du feu et de la passion et est une artiste aux qualités intéressantes et non conventionnelles, possédant un sens du rythme fortement marqué, un toucher brillant et incisif et son jeu est marqué avec certitude, ce qui ajoute un charme tonal à la brillance », observe un critique, ajoutant « En tant que pianiste, elle est une diplomate artistique ». 
En 1905, elle réalise des enregistrements d'œuvres de Mendelssohn et de Chopin,
.
Elle enseigne également le piano au Conservatoire de Paris. Le peintre américain George Da Maduro Peixotto fait son portrait en 1893. Elle fait également l'objet d'une médaille, réalisée par l'artiste française Geneviève Granger, exposée en 1909.

## Vie personnelle
Marie-Aimée Roger-Miclos s'est mariée deux fois. Son premier mari, Roger, était inspecteur des chemins de fer. Ils se sont mariés en 1881 et il est mort en 1887. C'est à partir de cette date qu'elle se consacre à l'enseignement. Son deuxième mari est le musicien Louis-Charles Battaille, fils de Charles-Amable Battaille. Ils se marient en 1905 et il meurt en 1937. Marie-Aimée Roger-Miclos meurt, à Paris, le 19 mai 1951, à l'âge de 91 ans. 